# Giasone

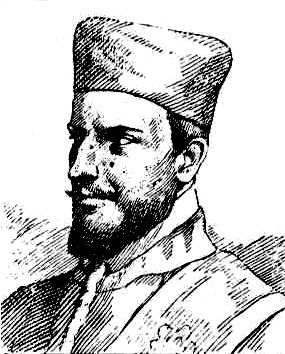
Francesco Cavalli

Giasone (Jason) är en opera (dramma musicale) i en prolog och tre akter med musik av Francesco Cavalli och libretto av Giacinto Andrea Cicognini.

## Historia
Giasone blev en av de mest populära operorna under 1600-talet. Operan innebar starten för den utveckling av Cavallis operastil där recitativ och aria klart avskildes från varandra. Librettot bygger löst på historien om Jason och det gyllene skinnet. Tillsammans med Cavallis andra operor L'Egisto, Xerse, L'Erismena och Marc Antonio Cestis Orontea spelades den av kringresande operasällskap i hela Italien. En orsak till framgången med Giasone var Cicogninis snabba handling och den rika utformningen av karaktärerna. Blandningen av komedi och tragedi märks i de komiska figurernas osannolika eskapader och frisinnade attityd vilket kontrasterar mot de moraliska konflikterna hos deras ädlare motparter. Även om librettot bygger på mytologiska sägner innehåller librettor mer kärleksintriger än mytologi, typiskt för 1600-talets operastil.
Medeas besvärjelsearia är ett av Cavallis mest hyllade nummer. För att åstadkomma en stark, övernaturlig stämning använder han sig av fyra ackord, ofta med rena kvinter, som upprepas ideligen. Medeas kraftfulla arpeggion, inneslutande registrets alla extremer, uttrycker lämpligt nog de fasansfulla krafter hon släpper lös. I bjärt kontrast står Giasones första aria som han sjunger medan han stapplar ifrån Medeas bädd. Hypsipyle sjunger primärt passionerade recitativ och arioso. 
Operan uruppfördes på Teatro San Cassiano i Venedig 5 januari 1649 under karnevalen. 1671 reviderades operan av Alessandro Stradella i en version som har uppförts sedan dess.

## Personer
- Giasone, Argonauternas ledare (Jason) (alt Kastratsångare)
- Isifile, Drottning av Lemnos (Hypsipyle) (sopran)
- Oreste, Isifiles förtrogne (bas)
- Besso, Kapten över Jasons soldater (bas)
- Ercole, En Argonaut (Herkules) (bas)
- Medea, Drottning av Kolchis (sopran)
- Delfa, Medeas gamla amma (alt)
- Giove, (Jupiter) (bas)
- Amore, Kärleken (Cupido, Isifiles beskyddare) (sopran)
- Sole, Solen (Apollon), Medeas beskyddare (sopran)
- Eolo, (Aiolos) (alt)
- Egeo, Kung av Athen (Aegus) (tenor)
- Alinda, Hovdam hos Isifile (sopran)
- Demo, En stammande dvärg i Egeos hov (tenor)
- Rosmina, Trädgårdsskötare (sopran)
- Volano (tenor)
- Zeffiro (Zefyros) (sopran)
- Vindar, andar, argonauter, gudar, soldater, sjömän (kör)

## Handling

### Akt I
På Ercoles uppmaning har Giasone övergett Hypsipyle i sitt sökande efter Det gyllene skinnet. Giasone hamnar hos drottning Medea i vilken han förälskar sig. Medea är förtjust över sin nye beundrare och glömmer sin gamle friare Egeo. Hon tar hjälp av övernaturliga krafter för att hjälpa Giasone i hans sökande och uppmanar Pluto att ge Giasone en magisk ring.

### Akt II
Med hjälp av ringens trollmakt lyckas Giasone besegra monster och tar Det gyllene skinnet. För att förmå Giasone att gifta sig med Hypsipyle skapar gudarna en storm som får Giasones skepp att lida skeppsbrott nära Hypsipyles hem.

### Akt III
Den misstänksamma Medea begär att Giasone skall döda Hypsipyle. Han går med på detta och sänder Besso att utföra dådet. Men planen misslyckas och Medea kastas i havet. Händelsen får Medea att försonas med Egeo. Egeo räddar henne vilket får henne att uppskatta hans närvaro. Giasone däremot plågas av visioner av den drunknade Hypsipyle och av den svartsjuka Medea. Då Hypsipyle visar sig levande och Medea inträder med Egeo vägrar Giasone först att ge upp Medea. Slutligen ger han upp efter att Hypsipyle har sjungit en klagosång.